# AgustaWestland AW169
L'AgustaWestland AW169 est un hélicoptère bimoteur moyen italien.

## Développement

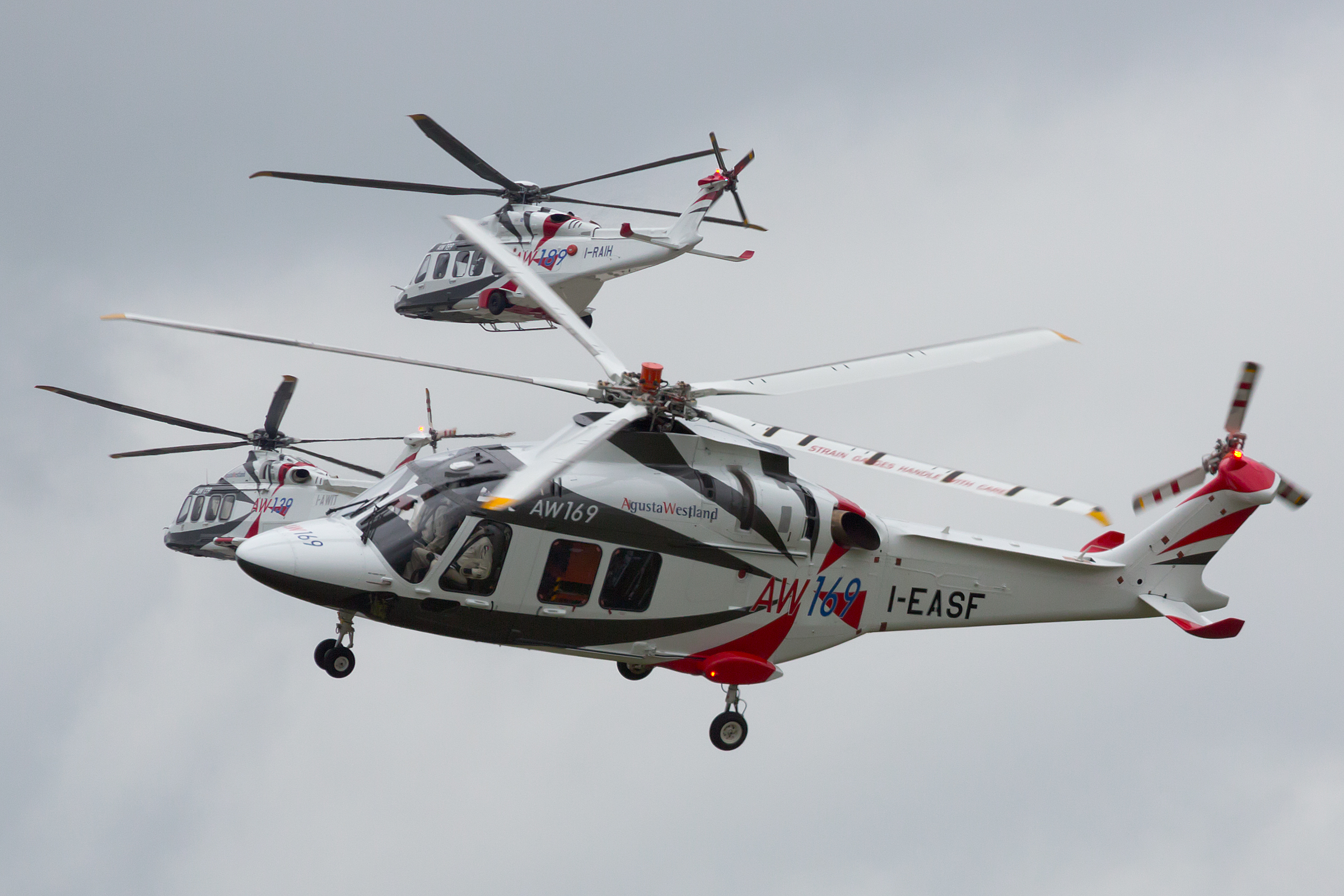
Présentation du AW169 au Farnborough Airshow.

La conception du AW169 fut annoncée par la société AgustaWestland au Farnborough International Airshow le 19 juillet 2010, le premier prototype effectua son premier vol le 10 mai 2012. En tout, quatre prototypes ont été préparés afin d'obtenir la certification prévue pour 2014 dans la classe de 4 500 kg. Il devrait être mis en service en 2015.
L'appareil peut accueillir jusqu'à 10 passagers en plus des deux pilotes, il a été développé pour supporter un poids maximum au décollage de 4 500 kg, ce qui le place dans une position intermédiaire dans la gamme commerciale développée par AgustaWestland, entre le AW109 équipé de 8 sièges et 3 175 kg, et le AW139 de 15 places et 6 400 kg.

## Commandes
Au novembre 2021, il y a 290 commandes. 
- Autriche : Force aérienne autrichienne - contrat pour 18 appareils (6 AW169B + 12 AW169MA) signé le 12 janvier 2022 pour une livraison entre mi-2022 et 2026[5].
- Canada : Capital Helicopter - a effectué une commande pour 3 appareils.
- Espagne : INAER - a signé un contrat d'achat pour un total de 10 appareils.
- Royaume-Uni : Warwickshire et Northamptonshire Air Ambulance - a signé une commande pour 2 appareils.
- Suisse : La REGA a passé une commande pour 3 AW169-FIPS (Full Ice Protection) en 2015. La vente a été annulée.

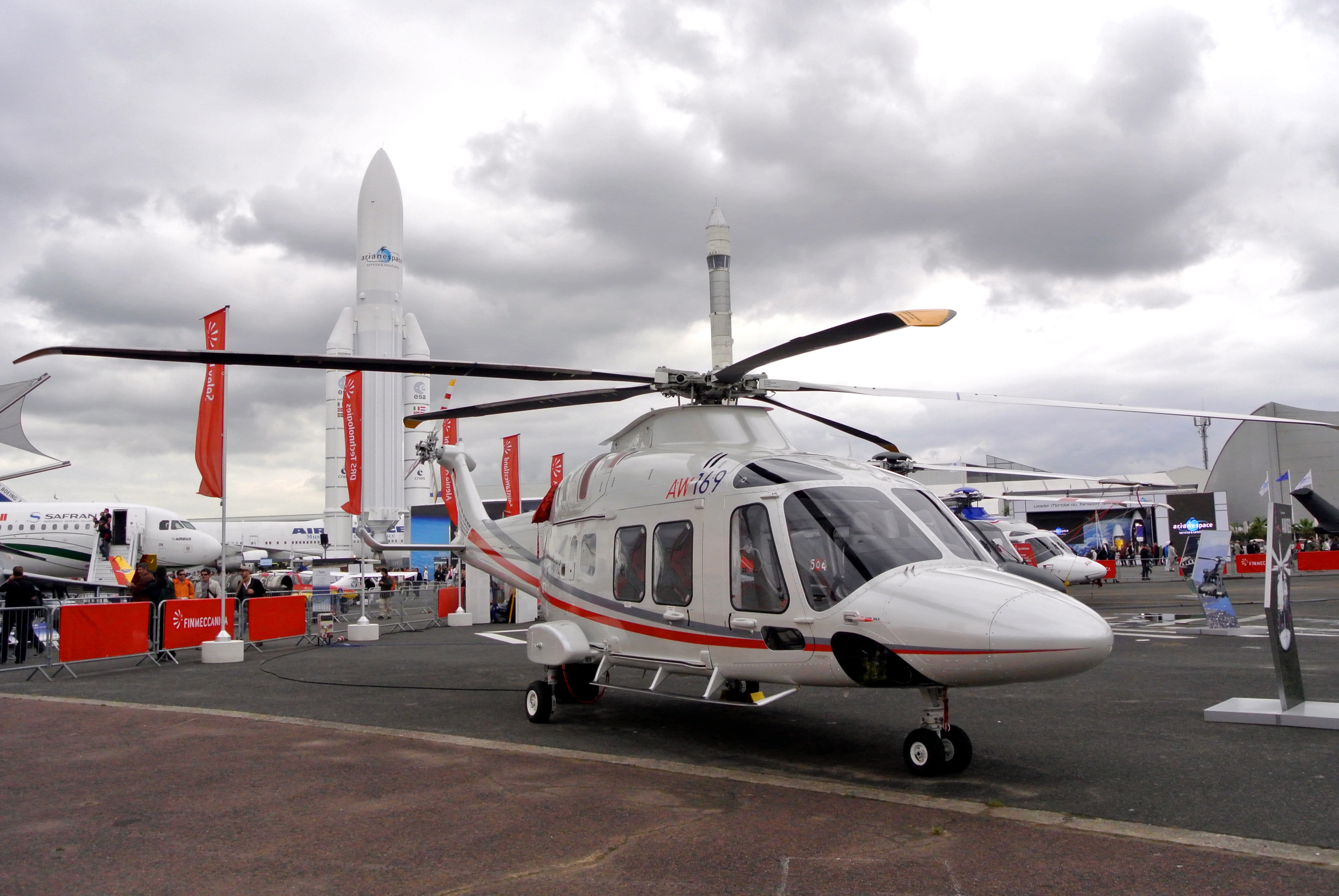
AW169 au Salon du Bourget 2013.

## Utilisateurs
- Westair Helicopters : compagnie basée en Italie destinée au marché offshore

## Accidents
Le 27 octobre 2018, un appareil appartenant à Vichai Srivaddhanaprabha s'écrase sur le parking du King Power Stadium après avoir décollé de la pelouse du stade après la fin du match opposant Leicester City FC et West Ham.
Cet accident fait cinq victimes, dont Vichai Srivaddhanaprabha.
Le 27 mars 2021, la Guardia di Finanza italienne a perdu un hélicoptère UH-169A (AW169M) dans un accident à sa base d'attache, l'aéroport de Bolzano. Alors qu'il roulait vers le parking, l'équipage du MM81970/504 (numéro de construction 69109) a perdu le contrôle et est tombé sur le côté sur le tarmac, apparemment à cause d'une erreur humaine, causant des dommages considérables à l'hélicoptère. Tous les membres d'équipage sont indemnes.

## Compléments